# Escuela Venezolana de Planificación
La Escuela Venezolana de Planificación (EVP) es un ente del Gobierno Venezolano, actualmente adscrito al Ministerio del Poder Popular de Planificación cuyo rol es el de ejercer la rectoría en cuanto a la formación de servidores públicos Venezolanos en las áreas de planificación y políticas públicas.

## Historia
La EVP fue creada el 4 de septiembre de 2006 según consta en Gaceta Oficial N° 38.514 como un ente del gobierno bolivariano: con adscripción al ahora Ministerio del Poder Popular para la Planificación (antiguo MPPPF).